# 大夜逃げ学
大夜逃げ学（だいよにげがく）とは、かつて存在したウェブサイト。債権取り立てを職業とする人物が開設し、1998年5月から2003年12月頃まで公開されていた。中心となっていたコンテンツは、サイト開設者が日常の取り立て業務の中で遭遇した事案を面白おかしく紹介するものであった。